# Pierre Choderlos de Laclos
Pour les articles homonymes, voir Choderlos et Laclos.
Pierre-Ambroise-François Choderlos de Laclos (/pjɛʁ ʃodɛʁlo də laklo/), né à Amiens le 18 octobre 1741 et mort à Tarente le 5 septembre 1803, est un officier de carrière qui a traversé la Révolution française et a beaucoup écrit sur des sujets très divers, mais qui est surtout connu comme l’auteur du roman épistolaire Les Liaisons dangereuses.

## Biographie

### Carrière militaire
Deuxième fils d’un secrétaire à l’intendance de Picardie et d’Artois, d'une famille de robe anoblie seulement en 1750, Pierre Choderlos de Laclos est poussé par son père à s'engager dans l'armée. Il choisit l’artillerie, bien que les perspectives de promotion y soient restreintes, car son extraction ne peut lui permettre plus noble carrière ; mais cette arme technique convient bien à son esprit mathématique. Il est admis en 1760 à l’École royale d'artillerie de La Fère. Il est nommé successivement aspirant en 1761 puis sous-lieutenant en 1762. Rêvant de conquêtes et de gloire, il se fait affecter à la brigade de Cosne pour le service des colonies, en garnison à La Rochelle. Mais le traité de Paris de 1763 met fin à la guerre de Sept Ans. Faute de guerre, le jeune lieutenant de Laclos est obligé d’étouffer ses ambitions dans une morne vie de garnison, au régiment de Toul artillerie en 1763. Il devient franc-maçon dans la loge L’Union, à Strasbourg de 1765 à 1769, à Grenoble de 1769 à 1775, puis à Besançon de 1775 à 1776. Cette année-là, affilié à la loge parisienne Henri IV, il en devient le vénérable maître. Parvenu dans les hauts-grades de la franc-maçonnerie, il crée son propre chapitre, la Candeur. Nommé capitaine à l’ancienneté en 1771 – il le restera durant dix-sept ans jusqu’à la veille de la Révolution – cet artilleur, froid et logicien, à l’esprit subtil, s’ennuie parmi ses soldats grossiers. Pour s'occuper, il s'adonne à la littérature et à l’écriture. Ses premières pièces, en vers légers, sont publiées dans l’Almanach des Muses. S’inspirant d’un roman de Marie-Jeanne Riccoboni, il écrit un assez mauvais opéra-comique, Ernestine, dont le chevalier de Saint-Georges compose la musique. Cette œuvre n’a qu’une seule et désastreuse représentation, le 19 juillet 1777, devant la reine Marie-Antoinette.
Lors de cette même année 1777, il reçoit la mission de préparer l’installation à Valence d'une nouvelle école d’artillerie qui recevra notamment le jeune Napoléon Bonaparte. De retour à Besançon en 1778, il est promu capitaine en second de sapeurs. Durant ses nombreux temps libres en garnison, il rédige plusieurs œuvres, où il apparaît comme un fervent admirateur de Jean-Jacques Rousseau et de son roman la Nouvelle Héloïse, qu’il considère comme « le plus beau des ouvrages produits sous le titre de roman ». En 1778, il commence à rédiger Les Liaisons dangereuses.
Sur l'île d'Aix, en 1778, devant la menace anglaise, Montalembert propose la construction d’un fort au fond de la rade, construit en bois, avec une importante capacité d'artillerie disposée dans des casemates. Laclos est chargé de superviser les travaux engagés, sous le contrôle des officiers du Génie. Il joue, a priori, le rôle de conseiller technique. À la suite de cette mission, il rédige un Mémoire sur les troupes destinées à la défense du fort de l’île d’Aix où il propose une réforme au sein de l’armée qui supprimerait la distinction entre infanterie et artillerie. Ce dossier sera classé sans suite, si ce n’est qu’il alimentera le discrédit porté à l’officier tout au long de sa carrière, en raison de son non-conformisme.
Choderlos de Laclos est promu maréchal de camp le 22 septembre 1792.

### Les Liaisons dangereuses

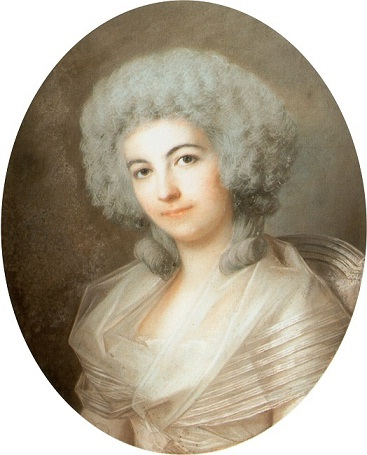
Portrait de Mme Laclos
attribué à Alexandre Kucharski (1786).

Durant sa mission à l'Île-d'Aix mais également à Paris, Pierre Choderlos de Laclos passe du temps à l'écriture des Liaisons dangereuses. Promu à la fin de l’année 1779 capitaine de bombardier, il demande un congé de six mois qu’il passe dans la capitale française où il écrit ; il sait que désormais son ambition littéraire doit passer avant son ambition militaire qui est dans l'impasse.
Son ouvrage en gestation contient ses frustrations militaires — n’avoir jamais pu faire valoir ses qualités lors d’une guerre — mais aussi les nombreuses humiliations qu’il estime avoir subies au long de sa vie, de la part des « vrais » nobles, ainsi que des femmes qu’il pense inaccessibles. Les Liaisons dangereuses pourraient donc aussi être considérées comme une sorte de revanche et de thérapie[réf. nécessaire].
En 1781, promu capitaine-commandant de canonniers, il obtient un nouveau congé semestriel au cours duquel il achève son chef-d’œuvre. Il confie à l’éditeur Durand Neveu la tâche de le publier en quatre volumes qui sont proposés à la vente le 23 mars 1782. Le succès est immédiat et fulgurant ; la première édition comprend deux mille exemplaires qui sont vendus en un mois  — ce qui pour l’époque est déjà assez extraordinaire — et dans les deux années qui suivent une dizaine de rééditions sont écoulées. Le roman est même traduit en anglais dès 1784.
La publication de cet ouvrage, dont l'anonymat a été facilement percé à jour, est considérée comme une attaque contre l'ordre social, est jugée comme une faute par la hiérarchie militaire. Sommé de se rendre immédiatement dans sa garnison en Bretagne, depuis laquelle il est envoyé à La Rochelle en 1783 pour participer à la construction du nouvel arsenal, il fait la connaissance de Marie-Soulange Duperré, qu'il charme et avec qui il a rapidement un enfant. Il a 42 ans, elle seulement 24, mais, réellement amoureux, il l’épouse en 1786 et reconnaît l’enfant. Marie-Soulange est le grand amour de sa vie et lui donnera deux autres enfants.
Choderlos de Laclos ne ressemble en rien à Valmont, le séducteur archétype de son roman épistolaire, et n’en a aucune des tares. Il n'a rien d'un séducteur : on le décrit comme « un monsieur maigre et jaune » à la « conversation froide et méthodique », un « homme de génie ; très froid ». Sa vie sentimentale est teintée de rousseauisme ;  il est fidèle à son épouse, de même qu’il est pour ses enfants un père attentionné.
En 1783, il participe à un concours proposé par l'Académie de Châlons-sur-Marne dont le sujet est « Quels seraient les meilleurs moyens de perfectionner l’éducation des femmes ? », ce qui lui permet de développer des vues plutôt féministes sur l’égalité des sexes et l’éducation des jeunes filles. Dans son traité De l'éducation des femmes resté inachevé, il dénonce l’éducation donnée aux jeunes filles qui ne vise, selon lui, « qu’à les accoutumer à la servitude, et à les y maintenir ». Le thème de l’émancipation féminine avait déjà dans Les Liaisons dangereuses un rôle important.
Le 17 juin 1787, il écrit au Journal de Paris son projet de numérotation des rues de Paris.

### La Révolution

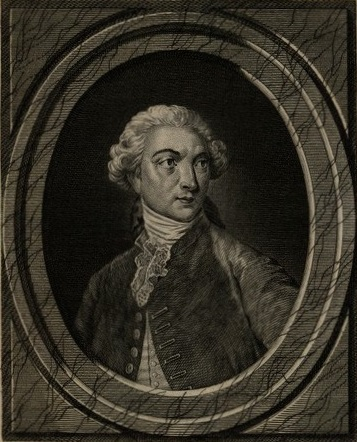
Gravure à l'effigie de Pierre Choderlos de Laclos par Antoine-Alexandre Morel (1799).

En 1788, Pierre Choderlos de Laclos quitte l’armée. Après une période de recherche personnelle du meilleur moyen de favoriser son ambition et diverses tentatives pour approcher un grand seigneur, il entre au service du duc d’Orléans dont il partage les idées sur l’évolution de la royauté.
La révolution qui éclate est enfin pour lui l’occasion de vivre intensément, il s'engage dans la Ligue des aristocrates, un groupuscule de petits nobles qui sera interdit par Robespierre[réf. nécessaire]. Dès le début, il mène des intrigues en faveur de son maître et organise complots et machinations. Les 5 et 6 octobre 1789, il travaille aux journées versaillaises. D’après Gonzague Saint Bris, Choderlos de Laclos aurait organisé de bout en bout la marche des femmes à Versailles pour réclamer du pain. Parmi les manifestantes, quelques hommes déguisés auraient été prévus pour s'infiltrer dans le palais. En octobre 1790, il fonde le Journal des Sociétés des amis de la constitution, émis par le Club des Jacobins,. Le 17 juillet 1791, il négocie le rachat des six cents piques du 14 juillet. Il rédige avec Brissot la pétition à l’origine de la fusillade du Champ-de-Mars.[réf. nécessaire]
Il se rallie à l'idée républicaine et quitte l'exil à Londres qu'il aurait partagé avec le duc d'Orléans pour un poste de Commissaire du Conseil exécutif au ministère de la Guerre où il a la charge de réorganiser les troupes de la jeune République. Ce poste de commissaire du ministère était équivalent au grade de général de brigade. Grâce à ses activités, il est chargé de l'organisation du camp de Châlons en septembre 1792 et il prépare de façon décisive la victoire de Valmy.
Il participe à la mise au point, dans les années 1795, des boulets de canon explosifs, « c'est-à-dire creux, emplis de poudre et capables – en faisant exploser la poudre qu'ils contiennent – d'envoyer des éclats à leur arrivée au sol ». Nommé commissaire en chef des expériences par le ministre de la Marine, il prend possession du château de Meudon le 4 novembre 1793, mais est arrêté le lendemain chez lui, en vertu de la loi sur les suspects. À cause de la trahison de Dumouriez, il est emprisonné comme orléaniste. Incarcéré à la prison de La Force, puis à Picpus, il échappe à la guillotine grâce à des protections et finit par être libéré le 1er décembre 1794 sous la Convention thermidorienne. En 1795, espérant être réintégré dans l’armée, il rédige un mémoire intitulé De la guerre et de la paix qu’il adresse au Comité de salut public, mais sans effet. Il tente aussi d’entrer dans la diplomatie et de fonder une banque sans davantage de succès.
Finalement, il fait la connaissance du jeune général Napoléon Bonaparte, le nouveau Premier Consul, artilleur comme lui, et il se rallie aux idées bonapartistes. Le 16 janvier 1800, il est réintégré comme général de brigade d’artillerie et affecté à l’Armée du Rhin sous le général Eblé, où il reçoit le baptême du feu à la bataille de Biberach. Affecté au commandement de la réserve d’artillerie de l'armée d'Italie, il meurt le 5 septembre 1803 à Tarente, non pas lors d’un affrontement, mais affaibli par la dysenterie et le paludisme, et est enterré sur place. Au retour des Bourbon en 1815, sa tombe est violée et détruite.

## Œuvres les plus connues
- Ernestine, opéra-comique, 1777[23]
- Les Liaisons dangereuses, 1782
- De l'éducation des femmes, 1783[24]. Le texte inachevé de Laclos, composé d'un Discours sur la question proposée par l'Académie de Châlons sur Marne et d'une dissertation titrée Des femmes et de leur éducation, a été édité sous ce titre par Édouard Champion à la Librairie Léon Vanier en 1908. Il est réédité en 2018 aux éditions des Équateurs[25], complété par un court texte, établi par Jean Dagnan-Bouveret et titré par ses soins Essai sur l'éducation des femmes (le manuscrit original n'en avait pas), paru dans La Revue bleue en mai 1908, qui commence par ces mots : « La lecture est réellement une seconde éducation qui supplée à l'insuffisance de la première[26]. »
- Instructions aux assemblées de bailliage, 1789
- Journal des Sociétés des amis de la Constitution, 1790-1791
- De la Guerre et de la Paix, 1795

## Prononciation du nom de famille
Il convient de préciser que le nom Choderlos se prononce cho-der-lo  (le s est muet) et non ko-der-lo. Roger Vailland, dans son Laclos par lui-même (p. 65), donne le fac-similé d’un Mémoire pour demander la Croix de Saint-Louis rédigé par Laclos et daté du 26 août 1787, où celui-ci se dénomme Chauderlot de Laclos. D'ailleurs, on trouve souvent dans les écrits de l'époque l'orthographe Chauderlos-Laclos, qui confirme la prononciation cho-der-lo. Par exemple, dans son Histoire de France, Rocques de Montgaillard écrit en 1827 que « […] la compagnie d'artillerie destinée à agir contre l'Assemblée nationale, est commandée par Chauderlos-Laclos (si connu par son infâme roman intitulé Les Liaisons dangereuses), officier entièrement dévoué au duc d'Orléans... » Les actuels descendants de Choderlos de Laclos prononcent leur nom : cho-der-lo. Cependant, certains universitaires[Qui ?] militent encore aujourd'hui en faveur de la prononciation ko-der-lo, sans justification précise.

## En tant qu'éponyme
La rue Choderlos de Laclos, dans le 13e arrondissement de Paris, à proximité de la Bibliothèque nationale de France, lui rend hommage.
Un amphithéâtre universitaire de la Faculté des Langues, Lettres, Arts et Sciences Humaines de La Rochelle porte aujourd'hui son nom.